# Творчество в пустоте
«Творчество в пустоте» — двадцать первый студийный альбом российской рок-группы «ДДТ», выпущенный 28 октября 2021 года.

## Об альбоме
На фестивале Нашествие 20 июля 2019 года группа ДДТ выступила с абсолютно новыми песнями такими, как «Муха», «Борщевик», «Хор», «Не с вами». Решение выступить на фестивале с неизвестным публике материалом получило смешанные отзывы.
В начале 2020 года в группу пришёл второй гитарист Павел Додонов, и музыканты ДДТ анонсировали большой юбилейный тур в честь 40-летия группы. Однако, в связи с пандемией COVID-19 концерты были перенесены.
Во второй половине февраля 2021 года группа приступила к записи нового альбома. Работа шла на собственной студии коллектива. К весне было записано большинство инструментальных партий пластинки.
28 июня 2021 года вышел сингл «Тень на стене». Режиссёр клипа на песню Тимофей Жалнин рассказал, что для него песня оказалась «во многом личной» и совпала с его размышлениями. «У меня стали как-то сами нанизываться на ткань песни и русский авангард, и атмосфера фильмов Довженко, и окружающая нас действительность», — рассказал он о создании видео.
Релиз альбома сопровождался краудфандинговой акцией, которая установила рекорд по сборам за один день. Юрий Шевчук обратился к поклонникам группы со следующим сообщением:

У нас уже всё готово для того, чтобы приехать в любой город с нашей новой программой. К сожалению, коронавирус вносит свои коррективы: ломаются планы, переносятся выступления и т. д., но мы держимся. Спасибо вам большое, что и вы не сдаёте билеты, ждёте этих концертов, встречи с нами, также, как ждём их мы.
С другой стороны, нам кое-чего не хватает для продвижения дальнейших художественных планов. Поэтому мы решили вам предложить поучаствовать в нашем проекте на платформе Planeta.ru.
Что я могу вам сказать? Своё личное мнение. Я всегда считал, что надо помогать самым слабым, неимущим, больным людям, и не обращался за поддержкой.
Но в данный момент ситуация очень тяжелая.
Для поддержавших проект на краудфандинговой платформе альбом был выслан по электронной почте на неделю раньше официального релиза.

## Песни
| №   | Название               | Длительность |
| --- | ---------------------- | ------------ |
| 1.  | «Муха»                 | 6:56         |
| 2.  | «Борщевик»             | 5:07         |
| 3.  | «Хор»                  | 4:47         |
| 4.  | «В магазине»           | 4:46         |
| 5.  | «На краю»              | 3:38         |
| 6.  | «Где я»                | 5:31         |
| 7.  | «Тень на стене»        | 7:28         |
| 8.  | «Маме»                 | 4:50         |
| 9.  | «Солнце взойдёт»       | 3:59         |
| 10. | «Не с вами»            | 4:07         |
| 11. | «Евгений»              | 6:38         |
| 12. | «Творчество в пустоте» | 6:46         |

## Участники записи
ДДТ:
- Юрий Шевчук — музыка, тексты, вокал, гитара, биты, клавишные
- Константин Шумайлов — клавишные инструменты, программирование
- Алексей Федичев — гитары, укулеле, бэк-вокал
- Павел Додонов — гитары, эффекты
- Роман Невелев — бас-гитары, гитара, бэк-вокал
- Антон Вишняков — духовые, клавишные, бэк-вокал
- Артём Мамай — ударные, RAV Vast drum (12)
- Алёна Романова — вокал, калюка

В записи также принимали участие:
- Дмитрий Емельянов — аранжировки (4, 8)
- Алексей Белкин — волынка (7)

## Отзывы
Алексей Мажаев из Intermedia поставил альбому 7 баллов из 10, отметив его мрачность, а также то, что после композиции «Где я» альбом утрачивает силу. Был признан одним из лучших российских альбомов 2021 года по версии редакции Роккульт.